# Rafael Mencía Lister
Rafael Mencía Lister (1922–1999) fue un diplomático y escritor dominicano.

## Biografía
Nació el 15 de agosto de 1922 en Santo Domingo, hijo de Alejandro Mencía Lora y de Beatriz Lister Villanueva. Estudió derecho en la Universidad de Santo Domingo y se graduó como doctor en 1946. Ingresó al servicio diplomático en 1950 y ocupó diversos cargos en las embajadas dominicanas en México, Estados Unidos, Francia, España y Venezuela. Fue también cónsul general en Nueva York y embajador ante la Organización de Estados Americanos (OEA) y la Organización de las Naciones Unidas (ONU).
Durante su carrera diplomática participó en numerosas conferencias y reuniones internacionales, como la Conferencia Interamericana para el Mantenimiento de la Paz y la Seguridad del Continente (1954), la Conferencia Mundial sobre Comercio y Desarrollo (1964), la Asamblea General de las Naciones Unidas (1965-1966) y la Conferencia Interamericana sobre Problemas Sociales (1970).
Mencía Lister fue también profesor de Derecho Internacional Público en la Universidad Nacional Pedro Henríquez Ureña y director del Instituto Especializado de Estudios Superiores Diplomáticos y Consulares "Dr. Eduardo Latorre Rodríguez" desde 1993 hasta su fallecimiento.

Como escritor publicó varios libros sobre temas históricos, políticos y diplomáticos, entre los que se destacan Reminiscencias diplomáticas (1983), Trujillo y su época (1992) y La política exterior dominicana: una visión retrospectiva (1997).
Falleció el 12 de diciembre de 1999 en Santo Domingo. Fue el abuelo paterno de la científica y académica dominicana Aída Mencía Ripley. 